# Steven Caethoven
Steven Caethoven (Gent, 9 mei 1981) is een Belgisch voormalig wielrenner. 

## Carrière
Steven Caethoven, professional sinds 2004, begon zijn carrière bij Vlaanderen-T Interim. Van 2005 tot 2007 rijdt hij voor Chocolade Jacques. Hij staat bekend als een sprinter, die ook redelijk over de kasseien rijdt. Dat bewees hij al een paar keer, getuige zijn overwinning in de Tour Down Under. Tussen 2008 en 2010 reed Caethoven bij de Franse ploeg Agritubel. In 2010 rijdt hij weer voor een Belgische ploeg n.l. Landbouwkrediet. Van 2011 tot 2013 reed hij voor Accent.Jobs-Willems Veranda's, dat hem aantrok met het oog op de voorjaarsklassiekers.

## Belangrijkste overwinningen
2002
Internatie Reningelst
2003
4e etappe Ronde van Namen
2004
Brussel-Ingooigem
4e etappe Rothaus Regio-Tour
3e etappe Ronde van de Toekomst
Gullegem Koerse
GP Paul Borremans
2005
1e etappe Ronde van Saksen
2006
5e etappe Ronde van Rijnland-Palts
2007
2e etappe Tour Down Under
2008
6e etappe Ronde van Normandië
GP Paul Borremans
GP Dr. Eugeen Roggeman – Stekene
2009
5e etappe Ronde van Noorwegen
2e etappe Ronde van Normandië
Stadsprijs Geraardsbergen
2011
2e etappe Delta Tour Zeeland
2012
GP Jef Scherens
Sint-Elooisprijs
GP Paul Borremans

## Resultaten in voornaamste wedstrijden
| Jaar | Gent-Wevelgem | Ronde van Vlaanderen | Parijs-Roubaix | Amstel Gold Race | Luik-Bast.‑Luik |
| ---- | ------------- | -------------------- | -------------- | ---------------- | --------------- |
| 2007 | 124e          |                      | 76e            |                  |                 |
| 2008 |               |                      | 61e            |                  | opgave          |
| 2009 |               |                      | opgave         |                  |                 |
| 2011 | 145e          | opgave               |                |                  |                 |
| 2012 | 102e          |                      |                | 134e             |                 |
| 2013 |               |                      |                |                  | opgave          |

## Ploegen
- 2002-Lotto-Adecco (stagiair)
- 2003-Vlaanderen-T Interim (stagiair)
- 2004-Vlaanderen-T Interim
- 2005-Chocolade Jacques-T Interim
- 2006-Chocolade Jacques-Topsport Vlaanderen
- 2007-Chocolade Jacques-Topsport Vlaanderen
- 2008-Agritubel
- 2009-Agritubel
- 2010-Landbouwkrediet
- 2011-Veranda's Willems-Accent
- 2012-Accent Jobs-Willems Veranda's
- 2013-Accent Jobs-Wanty
- 2014-Decock-Woningbouw Vandekerckove